# Otto Aust
Otto Aust, född 25 juli 1892 i Långedrag, död 12 oktober 1943 i Bremen, var en svensk seglare.
Han seglade för Göteborgs KSS. Han blev olympisk bronsmedaljör i Stockholm 1912.
Aust var konsulatsekreterare vid svenska konsulatet i Bremen, där han avled 1943.